# ФК МТК
ФК МТК Хунгарија или скраћено МТК (мађ. MTK Hungária FC) је фудбалски клуб из Будимпеште, Мађарска. Дугогодишњи је мађарски прволигаш, клупске боје су плаво беле. Један је од најуспешнијих мађарских клубова, био је 23 пута шампион и освојио је 12 пута титулу победника мађарског купа. Такође је једанпут освојио и мађарски супер куп. Под именом Вереш Лобого (мађ. Vörös Lobogó SE) 1955. године је учествовао у европској лиги шампиона (тиме постао први мађарски тим који је учествовао на овом такмичењу) а 1964. је играо у финалу Купа победника купова, и изгубио од Спортинга из Лисабона

## Историја

### Оснивање
У једном будимпештанском кафићу 16. новембра 1888. је одлућено да се оснује Мађарски кружоок физичких активности (мађ. Magyar Testgyakorlók Köre). Многи од оснивача су били чланови мађарске аристократије и богате јеврејске комуне у Будимпешти. За боје клуба је одлучено да буду плаво беле и клуб у оснивању је имао 31 члана. У почетку, спортске дисциплине којима се клуб бавио су биле мачевање и гимнастика. Ширењем популарности фудбала, клуб је 12. марта 1901. основао и фудбалску секцију. Прва званична утакмица је одиграна против тадашњег првака мађарске БТЦ, резултат је био 0:0.
МТК је своје лигашко такмичење почео у другој лиги Мађарске 1902. године. Следеће године МТК је већ играо у првој лиги и заузео треће место а следећа 1904. година је донела прву титулу мађарског клупског шампиона.

### Аматерска ера
Први председник клуба је био Алфред Брил (мађ. Alfréd Brüll, и постао је легфендаран. На тој позицији је био од 1905. до 1940. године. Пре увођења професионализма у мађарски фудбал МТК је био најуспешнији мађарски фудбалски клуб. Пре Другог светског рата МТК је освојио 15 титула шампиона и 7 титула победника мађарског купа. Уласком професионализације у мађарски фудбал МТК је успео да освоји само два пута шампионску титулу. У међуратним годинама велики број јевреја је имао различите функције у клубу, тако да је клуб имао репутацију јеврејског клуба и током тридесетих и четрдесетих година двадесетог века било је доста антисеминистичких испада.

### Златна ера
После Другог светског рата, МТК је био преузет на бригу од стране мађарске тајне полиције (ÁVH) сходно политичким приликама је мењао име неколико пута СД Текстилеш (Textiles SE), СД Башћа (Bástya SE), СД Вереш Лобого (Vörös Lobogó SE) и на крају се вратио првобитном имену МТК.
Током златне ере мађарског фудбала, током педесетих година двадесетог века, МТК је имао доста успеха. Под вођством тренера Мартона Буковија и тима који је укључивао Петра Палоташа, Нандор Хидегкутија, Михаља Лантоша и Јожефа Закаријаша, освојене су три титула шампиона Мађарске, мађарски куп и Митропа куп 1955.
У том периоду су одиграли своју прву утакмицу у европској лиги шампиона. Утакмица је одиграна 7. септембра 1955. на Непстадиону у Будимпешти. Палоташ је постигао хет трик и МТК (тада Вереш Лобого) је победио Андерлехт са 6:3 и тиме постао први играч који је постигао три гола на једној утакмици у овом такмичењу.
МТК је играо једну од главних улога у успеху мађарске репрезентације. Овој репрезентацији највише играча је дао ФК Хонвед али је формација 4-2-4 узета од МТК и Мартона Буковија. такође је од МТК узета тактичка улога центарфора која је касније названа позиција повученог центарфора. Такође је МТК у наредним успешним годинама дао мађарској репрезентацији велики број својих играча.

## Успеси
- Мађарски шампионат:
  - Победник (23) : 1904, 1907/08, 1913/14, 1917, 1917/18, 1918/19, 1919/20, 1920/21, 1921/22, 1922/23, 1923/24, 1924/25, 1928/29, 1935/36, 1936/37, 1951, 1953, 1958, 1986/87, 1996/97, 1998/99, 2002/03, 2007/08
  - Друго место (20) : 1910, 1911, 1912, 1913, 1926, 1928, 1931, 1933, 1940, 1949, 1950, 1952, 1954, 1955, 1957, 1959, 1963, 1990, 2000, 2007
  - Треће место (15): 1903, 1905, 1907, 1927, 1930, 1932, 1935, 1938, 1939, 1946, 1950, 1956, 1961, 1978, 1989
- Мађарски куп:
  - Победник (12) : 1910, 1911, 1912, 1914, 1923, 1925, 1932, 1952, 1968, 1997, 1998, 2000
  - Финалиста (2) : 1935, 1976
- Митропа куп
  - Победник (2): 1955, 1963
  - Финалиста (1) : 1959
- Мађарски суперкуп
  - Победник (2): 2003, 2008
- Куп победника купова
  - Финалиста (1) : 1963/64.
- Куп сајамских градова
  - Полуфиналистa (1): 1961/62.

## Познати играчи
| - Акош Бужаки () - Мартон Филеп () - Аустрија Бела Гутман () - Нандор Хидегкути () - Ференц Хирцер () - Бела Илеш () - Јене Калмар () - Јене Карољ () - Изидор Киршнер () - Михаљ Лантош () - Ђула Манди () - Јанош Молнар () | - Адам Хрепка () - Петар Палоташ () - Ференц Платко () - Ференц Шаш () - Алфред Шафер () - Имре Шлосер () - Густав Шебеш () - Пал Титкош () - Роланд Варга () - Јожеф Закаријаш () - Ласло Чех () - Кристијан Немет () |

## Најпознатији тренери
- Пал Титкош (Pál Titkos):1946-47
- Мартон Букови (Márton Bukovi):1947-54, 1957-59
- Нандор Хидегкути (Nándor Hidegkuti):1959-60, 1967-68
- Холандија Хенк тен Кате (Henk ten Cate):1999-2000